# R.T. Club
La R.T.Club fu una casa discografica italiana attiva negli anni '60 e '70.

## Storia della R.T.Club
La R.T.Club venne fondata dal discografico Mario Trevisan nel 1964, dopo il suo abbandono della Fonit a seguito dell'unione con la Cetra e la nascita della Combo Record.
La sede dell'etichetta era in via san Martino 5/7 a Milano.
La R.T.Club partecipò, tra le tante manifestazioni musicali, a Un disco per l'estate 1965 con Bevi con me, cantata da Flo Sandon's, a Un disco per l'estate 1967 con Il tipo giusto, cantata da Luisella Ronconi, al Festival delle Rose 1967 con Il freddo, sempre presentato dalla Ronconi, ed a Un disco per l'estate 1969 con Bella ragazza, cantata da Franco Battiato.
Oltre agli artisti citati, hanno inciso per l'etichetta anche i gruppi beat Le Anime e The Scotch.

## Dischi
La datazione qui riportata si basa sull'etichetta del disco o sulla copertina; qualora nessuno di questi elementi abbia una datazione, è basata sulla numerazione del catalogo; talora è, infine, basata sul codice della matrice di stampa. Se esistenti, sono riportati, oltre all'anno, il mese e il giorno (quest'ultimo dato si trova, a volte, stampato sul vinile). 

### 33 giri
| Numero di catalogo | Anno | Interprete                        | Titoli            |
| ------------------ | ---- | --------------------------------- | ----------------- |
| LP 25001           | 1967 | Los Hidalgos                      | Musica di Sogno   |
| RT 35001           | 1967 | Matthews and His King's Port Band | Un Uomo,Una Donna |
| RT 35002           | 1967 | Los Milionarios                   | Los Milionarios   |
| RT 35003           | 1968 | Matthews and His King's Port Band | Congratulations   |

### 45 giri
| Numero di catalogo | Anno             | Interprete          | Titoli                                                     |
| ------------------ | ---------------- | ------------------- | ---------------------------------------------------------- |
| RT 1502            | 1964             | Danny Lorin         | Misery/Se mi fai pedinare                                  |
| RT 1503            | 1964             | Rocky               | Il rimorso (bambina mia non piangere)/È perché io ti amo   |
| RT 1508            | 26 novembre 1964 | Los Hidalgos        | Cosa farai di me?/Vivrò                                    |
| RT 1520            | 1966             | Le Anime            | Bimba non piangere/Penso sempre agli occhi tuoi            |
| RT 1523            | 3 febbraio 1966  | The Scotch          | Zip-E-Di-Du-Dai/Santa Lucia                                |
| RT 1526            | 1966             | Flo Sandon's        | Bevi con me/Una volta si\|-                                |
| RT 1528            | 1966             | Le Anime            | Mi si spezza il cuore/Spiegami come mai                    |
| RT 1529            | 1966             | Guido Renzi         | Breve incontro/È finita                                    |
| RT 1532            | 1966             | Nello Nelli         | Tema di Arizona/La ballata dello yankee/Serenata maledetta |
| RT 1533            | 1966             | Le Anime            | Il mondo è contro di me/Il tuo ricordo                     |
| RT 1535            | 1966             | Lele & Beba         | Se un giorno capirò / La gente creda                       |
| RT 1536            | 1966             | Le Anime            | Spiegami come mai/Bimba non piangere                       |
| RT 1537            | 1966             | Luisella Ronconi    | Que serà serà/Scherza se vuoi                              |
| RT 1538            | 1966             | Fox Walter Group    | L'immensità/Quando dico che ti amo                         |
| RT 1539            | 1967             | Le Anime            | L’amore tornerà/Anche se mi vuoi                           |
| RT 1540            | 1967             | Luisella Ronconi    | Il tipo giusto/Tu con niente nelle mani                    |
| RT 1543            | 1967             | Jocy                | Please/Uncle John                                          |
| RT 1544            | 1967             | Guido Renzi         | Chilimandjaro/il mondo in mano a noi                       |
| RT 1545            | 1967             | The Shake Spears    | Candle/Jerk                                                |
| RT 1546            | 1967             | The Pyranha Sound   | Casino Royal/Detroit City                                  |
| RT 1547            | 1967             | Luisella Ronconi    | Il freddo/La fine di un dubbio                             |
| RT 1551            | 1968             | I Satelliti         | Loro sanno dove/Lo scatenato                               |
| RT 1553            | 1968             | El Greco e le Mayas | Jackson/Quando scende la sera                              |
| RT 1556            | 30 maggio 1968   | Le Anime            | La ballata di Bonnie & Clyde/Un amore difficile            |
| RT 1557            | 1968             | The Finder's        | Pata Pata/Tani                                             |
| RT 1560            | 1968             | I Trolls            | Un mondo su misura/Credimi                                 |
| RT 1562            | 1968             | I Trolls            | Non crede signor ministro/L'eco del tuo cuore              |
| RT 1563            | 1969             | Franco Battiato     | Bella ragazza/Occhi d'or                                   |